# Chemin de fer forestier

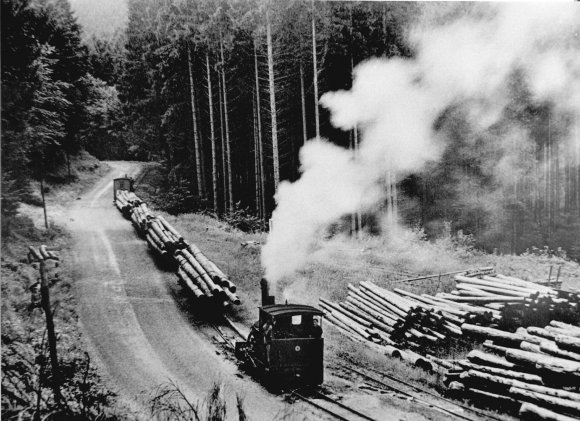
Exemple de chemin de fer forestier à Abreschviller.

Un chemin de fer forestier est un mode de transport ferroviaire utilisé pour des tâches forestières, principalement le transport de grumes abattues vers des scieries ou des gares. Dans la plupart des cas, ces moyens de transport utilisaient des jauges étroites et étaient de nature temporaire et sur des terrains difficiles et parfois difficiles d'accès.